# Легион чехов и словаков
Легион Чехов и Словаков, также известный как Чехословацкий легион, — военная единица, сформированная в Польше после оккупации Чехословакии Германией в марте 1939 года. Подразделение приняло символическое участие в обороне Польши во время немецкого вторжения 1 сентября 1939 года.

## Предыстория
После Мюнхенского соглашения и последующей оккупации чешских земель был создан Протекторат Богемии и Моравии как квазиавтономная, контролируемая нацистской Германией территория и окруженная в основном благожелательно настроенными к нацистскому режиму странами. Тем, кто подвергался непосредственной опасности со стороны нацистов по политическим или расовым причинам, и тем, кто боролись за восстановление независимости Чехословакии, приходилось выбирать нелегальной эмиграцией через Словакию или через Венгрию (обе считались государствами-клиентами Германии) или через Польшу.
Польша, хотя и принимала участие в разделе Чехословакии в 1938 году нацистским правительством, она рассматривалась целью для следующей экспансии, поэтому Польша стала надеждой для сопротивления, которое надеялось повторить историю, подобно чехословацким легионам в Первой мировой войне.
Для чехословацкого движения сопротивления за границей ключевыми элементами были бывшие чехословацкие посольства, послы и другие государственные служащие которых не стали мириться с оккупацией своей страны и отказались подчиняться немцам. В случае с Польшей это были посольство в Варшаве и консульство в Кракове, где тысячи чехословаков искали убежища.

## Из военизированной группы в Легион
Чехословацкие эмигранты в Польше были примерно разделены на три группы: политические беженцы, еврейские беженцы и военнослужащие, причем последние были единственной группой, осталась в Польше и ждала прихода войны. Лев Прхала, чехословацкий генерал и бывший член автономного правительства Карпатской Украины, вел переговоры со своими друзьями из польской армии, однако польское правительство не хотело легализовать какие-либо военизированные организации состоящие из чехословацких эмигрантов, поэтому большинство из них, а именно около 4000 чехов и словаков, покинули Польшу в период с 22 мая по 21 августа 1939 года, чтобы присоединиться к Французскому Иностранному легиону. Около 1000 человек остались в Польше либо по собственному желанию, либо потому, что прибыли в Польшу в конце лета.
Будущий Легион насчитывал около 700 солдат пехоты под командованием подполковника Людвика Свободы и в начале июля Легион двинулся из Кракова в пустой военный лагерь в Броновице-Мале. Также около 200 летчиков были приписаны к чехословацкой разведывательной эскадрилье. Однако Легион не был полностью сформирован к моменту вторжения Германии в Польшу, и только 3 сентября 1939 года президент Польши Игнаций Мосьцицкий официально сформировал «Легион Чехов и Словаков» — это была первая чехословацкая организация сопротивления созданная за границей, которое было официально признано любым союзным правительством. Генерал Прхала был назначен командиром легиона, а подполковник Свобода — заместителем командира.
Кроме лётчиков, чехословацкие солдаты не принимали непосредственного участия в боевых действиях в Польше. Официальное признание наступило слишком поздно, и члены Легиона были плохо обмундированы и было выдано скудное количество оружия (несколько пулеметов для противовоздушной обороны). Разведывательная эскадрилья оперировала вместе с ВВС Польши, хотя в основном в роли разведчиков, так как самолеты, полученные ими из Польши (Potez 25, RWD-8 и PWS-26), были устаревшими и не имели превосходства в воздушном бою. 2 сентября во время немецкой бомбардировки польского аэродрома в Демблине трое летчиков, 1-й лейтенант Штипан Курка, лейтенант Зденек Роудс и лейтенант Андрей Шандор, были убиты и стали первыми чехословацкими военнослужащими, павшими во Второй мировой войне. 12 сентября пехотный Легион был эвакуирован из Броновице-Мале на восток. Транспортные средства чехословаков несколько раз были атакованы немецкими ВВС. Первый павший член чехословацкой пехоты, сержант. Витезслав Грюнбаум погиб 15 сентября, руководя зенитным огнем на железнодорожной станции Глубочек-Великий под Тернополем.
Большая часть Легиона под командованием подполковника Свободы была интернирована 19 сентября Красной армией. Другие, особенно генерал Прхала и его свита сумели пересечь польско-румынскую границу и были интернированы в Румынии, как и чехословацкие летчики, которым 22 сентября было приказано отступить с оставшимися самолетами в Румынию.

## Последствия и значение
Хотя Польша не стала театром успешной борьбы за восстановление Чехословакии, а официальное существование Чехословацкого легиона было недолгим, он сильно морально повлиял на зарождающегося чехословацкое сопротивление в изгнании и его международное признание было огромным. Вскоре после этого было получено признание со стороны французского правительства, и 2 октября 1939 года во Франции была официально создана Чехословацкая армия. Ядро армии во Франции составляли в основном ссыльные солдаты, бывшие беженцы в Кракове или лагеря в Броновице-Мале.
После того, как чехословацкие лидеры в изгнании достигли соглашения с советским правительством в январе 1941 года, большая часть чехословацких солдат была освобождена из советского интернирования и присоединилась к чехословацким частям на Ближнем Востоке и в Африке. Их командир подполковник Людвик Свобода стал членом Чехословацкой военной миссии в СССР, а после немецкого вторжения стал командиром 1-го Чехословацкого отдельного полевого батальона в СССР, а затем командовал Чехословацким армейским корпусом. С другой стороны, генерал Лев Прхала, который вскоре стал командующим чехословацкими войсками в Польше и впоследствии успешно бежал во Францию через Румынию, был обвинен сослуживцами в оставлении своих войск, и позже он оставался в изгнании среди сопротивления, а позже стал лидером оппозиции правительства в изгнании во главе с Эдвардом Бенешем. Среди других известных членов Легиона Рихард Тесаржик и Отакар Ярош, которые позже получили высшие советские награды, или асы Битвы за Британию, такие как Йозеф Франтишек .

### Комментарии
1. ↑  пол. Legion Czechów i Słowaków; Czech: Legie Čechů a Slováků, Česká a slovenská legie
2. ↑  Polish: Legion Czechosłowacki; Czech: Legion Československá legie